# Втрата покоління

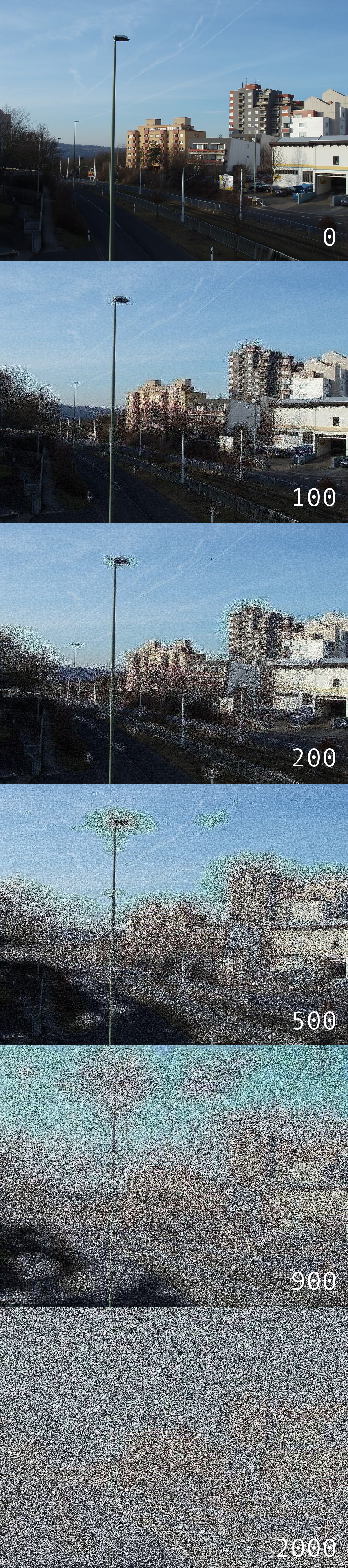
Втрати при повторювальних повертаннях JPEG-файлу на 90 градусів, без використання lossless-втулок

Термін втрата покоління означає збільшення втрат (від копіювання) від покоління до покоління
Помилки з'являються при створенні копій. Якщо робити копію від копії, яка вже має хиби, стара хиба поширюється на вже нову копію (покоління), що може призвести до появи нових хиб.
Зазвичай втрата поколінь має стосунок до аудіо та відео, якщо вони є аналоговими репродукціями або резульатом передавання цифрових даних, якщо протоколи передавання даних не захищені від хиб.
Це стає звичайною проблемою якщо файл з втратами конвертовано в інший файл з втратами (н. конвертація з MP3-файлу в opus-файл).
Те саме є й для зображень з втратами, які стиснені у JPEG, якість якого було значно погіршено чисельними стисненнями, коригуваннями та перетисненнями.

## Ланки
- Der Einfluss der Beatles auf die Musikproduktion
- Die 25p – Videoproduktion für TV Applikationen
- Lebenszyklus von Künstlern in der Musikbranche unter Berücksichtigung des Einflusses von Management und Medien [Архівовано 12 серпня 2017 у Wayback Machine.]
- Audiodatenreduktion verstehen [Архівовано 11 серпня 2017 у Wayback Machine.]